# Ricardo Burga
Ricardo Miguel Burga Chuquipiondo (Lima, 5 de julio de 1959) es un administrador de empresas y político peruano. Fue congresista de la república durante el periodo 2020-2021.

## Biografía
Nació en Lima el 5 de julio de 1959. Hijo del exdiputado Ricardo Burga Velasco, dirigente de Acción Popular.
Estudió la carrera de Administración de Empresas en la Universidad Inca Garcilaso de la Vega.
De 1984 a 1995, trabajó en la Corporación Financiera de Desarrollo y fue observador electoral en las elecciones generales de Guatemala de 2003.
De 2017 a 2018, fue gerente del Fondo de Empleados del Banco de la Nación.

## Vida política
Es militante del partido Acción Popular.

### Regidor de Magdalena del Mar
En las elecciones municipales de 1993, Burga fue elegido regidor del distrito de Magdalena del Mar, por Acción Popular, para el periodo municipal 1993-1995.
Desde 2000 a 2001, fue secretario del expresidente Valentín Paniagua.
Intentó postular al Congreso de la República, por Acción Popular, en las elecciones generales de 1995. Sin embargo, no resultó elegido.
En las elecciones generales del 2006, Burga fue nuevamente candidato al Congreso de la República por el Frente de Centro. Nuevamente sin éxito.
En Acción Popular, Burga se ha desempeñado como secretario general departamental (Lima).

### Congresista
En las elecciones parlamentarias del 2020, fue elegido congresista de la república por Acción Popular, con 20 652 votos, para el periodo parlamentario 2020-2021.
Durante su labor parlamentaria, fue miembro de la Comisión Permanente y de las comisiones de Fiscalización y Contraloría; Producción, Mirco y Pequeña Empresa y Cooperativas; Economía, Banca, Finanzas e Inteligencia Financiera y de la de Descentralización. Fue portavoz alterno de la bancada de Acción Popular.
Durante el segundo proceso de vacancia contra Martín Vizcarra, Burga se mostró a favor de la remoción del mandatario. Durante el debate parlamentario, Burga puntualizó que votaría por la vacancia a título personal debido a las persistencia de Vizcarra en faltar a la verdad. Consideró que el Parlamento tenía la responsabilidad histórica de demostrar su lucha contra la corrupción. Finalizado el debate, el congresista votó a favor de la moción.